# Villa Hayes
Villa Hayes es una ciudad paraguaya, capital del departamento de Presidente Hayes. Es conocida como «La Puerta del Chaco Paraguayo», «La Ciudad del Acero: y como «La Ciudad De Los 5 Nombres».

## Toponimia
Fue renombrada «Villa Hayes» por decreto firmado por el presidente Cándido Bareiro el 13 de mayo de 1879 en honor del presidente de los Estados Unidos, Rutherford B. Hayes, quien el 12 de noviembre de 1878 firmó el Laudo Hayes a favor de Paraguay una década después de la guerra de la Triple Alianza. El laudo correspondió al territorio del Chaco entre los ríos Verde, Paraguay y Pilcomayo.
Otros nombres anteriores al de Villa Hayes fueron Reducción Melodía, Nueva Burdeos y Villa Occidental.

## Historia
Originalmente llamada como «Reducción Melodía» en homenaje al gobernador Pedro de Melo de Portugal, fue fundada en el año 1786, como reducción jesuítica por el padre Juan Francisco Amancio González y Escobar (Amancio González), posteriormente conocida con el nombre de «Amancio Cué».
Nuevamente fue fundada en el año 1855 durante el gobierno de Carlos Antonio López, 120 familias, que representaban 410 colonos franceses como «Nueva Burdeos», pero esto no prosperó y al año siguiente fue refundada con el nombre de «Villa Occidental». Después de la guerra de la Triple Alianza, en 1869, los soldados argentinos se hicieron cargo de la región.
Tras el laudo arbitral a favor del Paraguay, fue renombrada como «Villa Hayes», en honor del presidente de Estados Unidos, ya que anteriormente era conocida como «Villa Occidental», donde se constituyó el asiento provisorio de las autoridades del denominado territorio nacional del Chaco. Este territorio fue reclamado por la Argentina, que tras la guerra de la Triple Alianza, pretendía apoderarse de la región situada entre el río Pilcomayo y el río Verde que quedó en poder paraguayo gracias al arbitraje previamente mencionado.

## Geografía
Villa Hayes se encuentra a 31 km de la Ciudad de Asunción. Está a orillas del Río Paraguay, al sur limita con el Río Confuso y al norte con el Río Verde.
Los cerros de poca altura, Cerro Colorado y Confuso, además del estero Patiño y la Reserva Natural Parque Tinfunqué, albergan especies silvestres de la fauna y flora paraguaya.

## Clima
El clima de la ciudad de Villa Hayes es tropical de sabana (Aw)  de acuerdo a la clasificación climática de Köppen. La temperatura máxima en verano llega a los 44 °C y en invierno a 5 °C. La media es de 26 °C.

## Demografía
Villa Hayes cuenta con 47 967 habitantes según datos del censo paraguayo de 2022. Las naciones indígenas existentes en la ciudad son los nivaclé, angaité, guaná, y maká, chamacoco. Las siguientes compañías son: Chaco'i, Remansito, Pozo Colorado y Beterete Cué

## Economía
En Villa Hayes está ubicada la planta siderúrgica ACEPAR «Aceros del Paraguay» (actualmente arrendado a la Empresa Vetorial Paraguay quien abandonó el territorio paraguayo dejando deuda con empresarios y al Gobierno), a más de industrias cementeras, plantas frigoríficas y otras más. La línea de Transmisión Eléctrica de 500KV también se encuentra en la región sur de este distrito, siendo también un gran avance económico para la región.
Los habitantes se dedican en su mayor parte a actividades que tienen que ver con prestaciones de servicios, labores comerciales e industriales, como también a la ganadería, y en menor proporción a la agricultura y las finanzas. También se encuentra en la ciudad la planta industrial de Cementos Yguazú. 

## Infraestructura

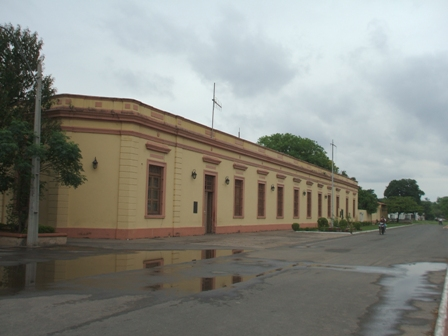
Gobernación de Presidente Hayes a orillas del Río Paraguay.

Se accede a la ciudad por la Ruta PY09, más conocida como «Ruta Traschaco». Las principales empresas de transportes para llegar a Villa Hayes desde Asunción son: la Línea 44 (Empresa Villa Hayes) y la Línea 5 (Empresa La Chaqueña C.I.S.A).
Anteriormente, hasta finales de la década de 1970, el cruce de vehículos terrestres que realizaban viajes al Bajo Chaco y al territorio argentino se hacía por este puerto mediante una balsa que zarpaba desde la costa asuncena (sobre el río Paraguay) conocida como Banco San Miguel o Bañado Norte hasta la terminación del Puente Remanso y la pavimentación asfáltica del ramal Falcón - Remansito que actualemte conduce a la Argentina.
Desde este punto comienza la ruta 12 (carretera nacional) que en parte está pavimentada asfalticamente. Dicho camino conduce hasta la localidad de General Bruguéz situado en el centro sur del Chaco Boreal.
En Remansito se encuentra una rotonda de tres bocas que conducen a la Argentina, al Chaco Boreal, y a la capital del país, y un puesto de control policial y militar encargados de la fiscalización del tráfico migratorio y de mercaderías provenientes del extranjero. La urbanización cuenta con calles empedradas, escuelas, puesto de salud, locutorios o cabinas telefónicas, agua corriente, etc.

## Cultura
En Villa Hayes se encuentra el Museo Histórico de la Ciudad, donde se exponen uniformes, armas, fotografías y utensilios de época de la Guerra del Chaco. Además de una exposición de monedas antiguas y animales disecados de la región chaqueña.
Las casonas de la ciudad rememoran épocas pasadas. La Iglesia en honor a la Virgen de la Victoria también es un lugar turístico. En una casa que data de 1870, funciona el Centro Cultural Melodía, que fue construida para el general Bartolomé Mitre por los prisioneros paraguayos ordenados por su hermano Julio Mitre. La casa es considerada patrimonio histórico y es frecuentemente visitada por estudiantes de arquitectura de todo el país. El centro cuenta con una biblioteca, laboratorio de informática y varios cursos-talleres ofrecidos a la comuna, es una iniciativa para la promoción de la educación y la cultura.
Solo separadas por una de las calles principales de la ciudad Avda.Laudo Hayes, se encuentran la Gobernación del Departamento de Presidente Hayes y la Filial de la Facultad de Ciencias Económicas (FCE) de la Universidad Nacional de Asunción.
Anualmente se realiza el Festival del Acero, en el que hay diferentes presentaciones artísticas. Hay un monumento en honor a Rutherford Hayes en una escuela del mismo nombre, primera en la zona, otra a Benjamín Aceval a orillas del Río Paraguay y la del Mariscal José Félix Estigarribia ubicada en el centro de la ciudad.
La música también ha dado grandes avances en esta región del Chaco, tal así que se ha formado la primera orquesta juvenil del Bajo Chaco. Actualmente con la reciente creación del Primer Conservatorio del Departamento de Presidente Hayes se incrementan aún más las posibilidades de estudiar música y se observa un creciente interés por parte de los niños y jóvenes.

## Religión

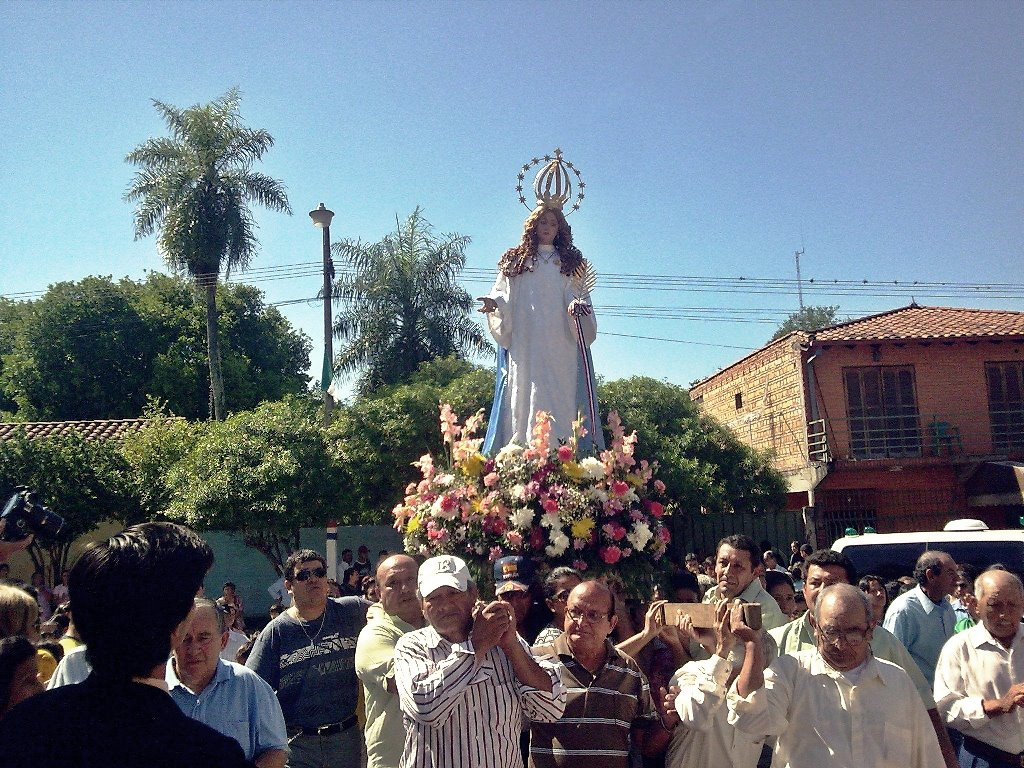
Procesión de la Virgen.

En octubre se realiza la Fiesta Patronal en honor a su Santa Patrona, que según cuentan pobladores había llegado a la ciudad hacia los años 1837. Inicialmente llamada Virgen del Rosario hasta principios del siglo XX, hoy se la conoce como «Nuestra Señora de la Victoria». La advocación que recibe nos hace retroceder hacia mitades del año 1935, cuando los soldados que en aquel entonces luchaban por defender el Chaco Paraguayo notaban en los campos de batalla la presencia extraña de una mujer muy reluciente de cabellos ondulados.
La imagen se había aparecido a unos soldados durante la Guerra del Chaco dándoles de beber agua; cuando la guerra llegó a su fin, los soldados como homenaje a esta victoria fueron en agradecimiento hasta la capilla de la época y notaron que la imagen hasta entonces venerada como Virgen del Rosario era la misma que les había dicho «Esta guerra pronto acabará». Durante el tiempo de sus apariciones en guerra, las puertas y ventanas de la capilla permanecieron fuertemente cerradas sin forma de acceso. La investigación sobre su historia fue realizada entre los años 1998 y 1999 por el Pbro. Roberto Chaparro cura párroco y el Historiador local Don Salvador Garozzo, ambos ya fallecidos.
La Virgen lleva un rosario en la mano derecha y en la izquierda una palma de olivo enlazada con una cinta tricolor, que simboliza la victoria, la cual es causante de su nombre. El templo Virgen de la Victoria fue declarado Patrimonio arquitectónico de la ciudad en 1997, la cual se puede observar en la placa conmemorativa a un costado de la entrada principal.

## Deportes

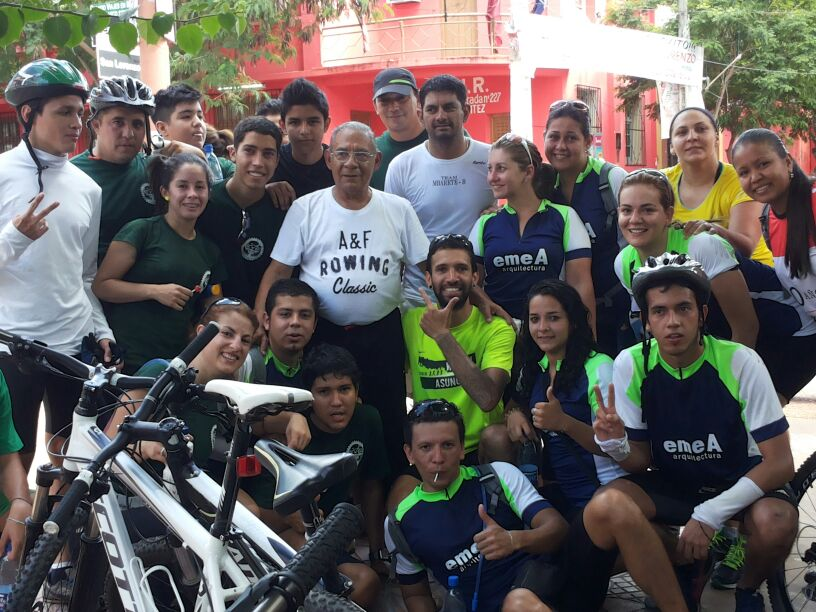
Miembros del Club de Ciclismo de Villa Hayes con el Sr. Lorenzo Prieto, pionero del ciclismo en Paraguay

Villa Hayes también se caracteriza por ser una ciudad con tradiciòn deportiva. En el fútbol de campo se destacan dos equipos de la ciudad, el Club 12 de Junio que juega en segunda división y el Club Dr. Benjamín Aceval que juega en tercera división.
Otro deporte popular es el fútbol de salón, el cual es muy practicado, desde canchas de barrio hasta los principales clubes de la ciudad. Esta disciplina ha logrado Tres Campeonatos Nacionales y una Supercopa de Campeones a nivel de mayores y varios campeonatos nacionales en las categorías inferiores. Algunos clubes que conforman la Federación Villa Hayense de Fútbol de Salón son: Club Jóvenes Unidos, Club 1 de Julio, Club FD Sport, Club Deportivo el Mangal, Club Nueva Golondrina, Club Deportivo Juventud Hayense, Club Sport Ricardo, Club Atlético San Juan Bautista(Actual Monarca), San Martin FC, Club Deportivo Futbolacho=Amistad, Club Arcoíris y Santa Lucia FC. La Federación Villa Hayense de Fútbol de Salón fue fundada en 1978.
En 2013 fue fundado el primer club de ciclismo de la ciudad denominado «Club de Ciclismo de Villa Hayes» con las siglas CCVH, el cual es pionero en el Chaco en este deporte. El club cuenta con más de 30 Ciclistas que entrenan permanentemente por la ciudad o en circuitos a las afueras. Desde su creación a incentivado a los pobladores a utilizar la bicicleta como medio de transporte por su fácil uso y por no ser contaminante. Se ve un incremento de usuarios de este medio de transporte para llegar a su lugar de trabajo y estudio.
En 2016 se funda la «Federación Villahayense de Balonmano», siendo el Club La Victoria el más representativo, y el único equipo representante de la zona en El Torneo Metropolitano de Handball, organizado por la Confederación Paraguaya de este deporte. En agosto de 2019, el Menonita Sport Club consigue el título de Campeón del Torneo Apertura en el Torneo Metropolitano de Handball en la Categoría Sub-16 Femenino, siendo ésta su primera participación. Dicho campeonato es organizado por la Confederación Paraguaya de Handball (CPH). De esta manera Menonita Sport Club es el único equipo de handball de Villa Hayes en conseguir un título.